# Nomura Holdings
Nomura Holdings, Inc. (яп. 野村ホールディングス株式会社, NHI) — японская финансовая холдинговая компания, входящая в дзайбацу «Номура». Крупнейшая брокерская компания Японии.
Осакская Nomura Securities Co. отделилась от Osaka Nomura Bank (ныне Daiwa Bank) 25 декабря 1925 года, а 1 октября 2001 Nomura приняла холдинговую структуру, превратившись, таким образом, в Nomura Holdings. Nomura Securities была переформирована в дочернюю компанию. В сентябре 2008 года было объявлено, что Nomura Holdings выкупит активы инвестиционного банка Lehman Brothers в Европе, на Ближнем Востоке и в Азиатско-Тихоокеанском регионе, за 225 млн долларов. С компанией аффилирован аналитический центр Исследовательский институт Номура.

## Деятельность
Основные подразделения:
- розничные услуги — инвестиционные консультации индивидуальным клиентам в Японии; выручка 336 млрд иен;
- управление активами — управление активами инвестиционных фондов; выручка 93 млрд иен;
- оптовые услуги — размещение и торговля облигациями, акциями и дертвативами, оптовый обмен валют, консультации пр вопросам слияний и поглощений; выручка 649 млрд иен[2][1].

Из 26,6 тысяч сотрудников компании 15,7 тысяч работают в Японии, 6,1 тысяч в Азиатско-Тихоокеанском регионе, 2,7 тысяч в Европе, 2,1 тысяч в Америке.

## Дочерние компании
- Nomura Securities Co.
- Nomura Asset Management Co., Ltd.
- The Nomura Trust & Banking Co., Ltd.
- Nomura Babcock & Brown Co., Ltd.
- Nomura Capital Investment Co., Ltd.
- Nomura Investor Relations Co., Ltd.
- Nomura Principal Finance Co., Ltd.
- Nomura Funds Research And Technologies Co., Ltd.
- Nomura Pension Support & Service Co., Ltd.
- Nomura Research & Advisory Co., Ltd.
- Nomura Business Services Co., Ltd.
- Nomura Satellite Communications Co., Ltd.
- Nomura Facilities, Inc.
- Nomura Institute of Capital Markets Research
- Instinet Inc
- Nomura India Services Pvt. Ltd.